# Бивио Капраро (Потенца)
Бивио Капраро (итал. Bivio Capraro) је насеље у Италији у округу Потенца, региону Базиликата.
Према процени из 2011. у насељу је живело 23 становника. Насеље се налази на надморској висини од 673 м.